# Hajoms landskommun
Hajoms landskommun var en tidigare kommun i dåvarande Älvsborgs län.

## Administrativ historik
Kommunen inrättades i Hajoms socken i Marks härad i Västergötland när 1862 års kommunalförordningar trädde i kraft. Vid kommunreformen 1952 uppgick den i Västra Marks landskommun som 1971 gick upp i nybildade Marks kommun.

## Politik

### Mandatfördelning i Hajoms landskommun 1938-1946
| 12 | 3 |

| 14 |

| 15 |

| 13 |

| 4 | 8 | 3 |

| 13 |